# Heinz-Magazin
Das Heinz-Magazin (Eigenschreibweise HEiNZ) war ein 1991 gegründetes, kostenloses Stadtmagazin mit Sitz in Bochum. Ab dem 1. Juli 2017 wurde das Magazin von der coolibri GmbH herausgegeben. Es erschien monatlich mit einer Auflage von ca. 110.000 Exemplaren im Ruhrgebiet und im Bergischen Land in fünf Regionalausgaben. Dazu zählen Duisburg/Oberhausen/Mülheim, Essen und Umgebung, Bochum/Herne/Witten, Dortmund und Umgebung sowie Wuppertal/Solingen/Remscheid. Das Magazin wurde am 1. September 2020 eingestellt.
Das Stadtmagazin informierte in den Rubriken Konzerte, Kino, Ausstellungen, Bühne und Nachtschwärmer über die Veranstaltungen im Verbreitungsgebiet. In der Rubrik Stadtplan fanden sich lokale und Lifestyle-Themen; zu den wiederkehrenden Sonderthemen gehörten u. a. Aus- und Weiterbildung, Sauna & Wellness, Genuss, Reisen & Mode sowie KFZ & Mobilität. Zentraler Service waren der ausführliche Veranstaltungskalender sowie eine aktuelle Übersicht über Kunstausstellungen in Museen und Galerien. Ein Kleinanzeigenmarkt ergänzte das Angebot.
Einmal jährlich erschien das Magazin zur Wuppertaler Ausbildungsbörse in Zusammenarbeit mit der Stadt Wuppertal, dem Stadtbetrieb Schulen, der Wirtschaftsförderung, dem Jobcenter und der Bundesagentur für Arbeit, Wuppertal-Solingen.
Es bestanden Medienpartnerschaften mit RuhrHOCHdeutsch, Bochum Total, Zeltfestival Ruhr, Urbanatix, BOVG (Jahrhunderthalle und RuhrCongress Bochum), GOP Varieté Theater, König-Pilsener-Arena Oberhausen und dem Westdeutschen Rundfunk.